# Subdivisions de Buganda

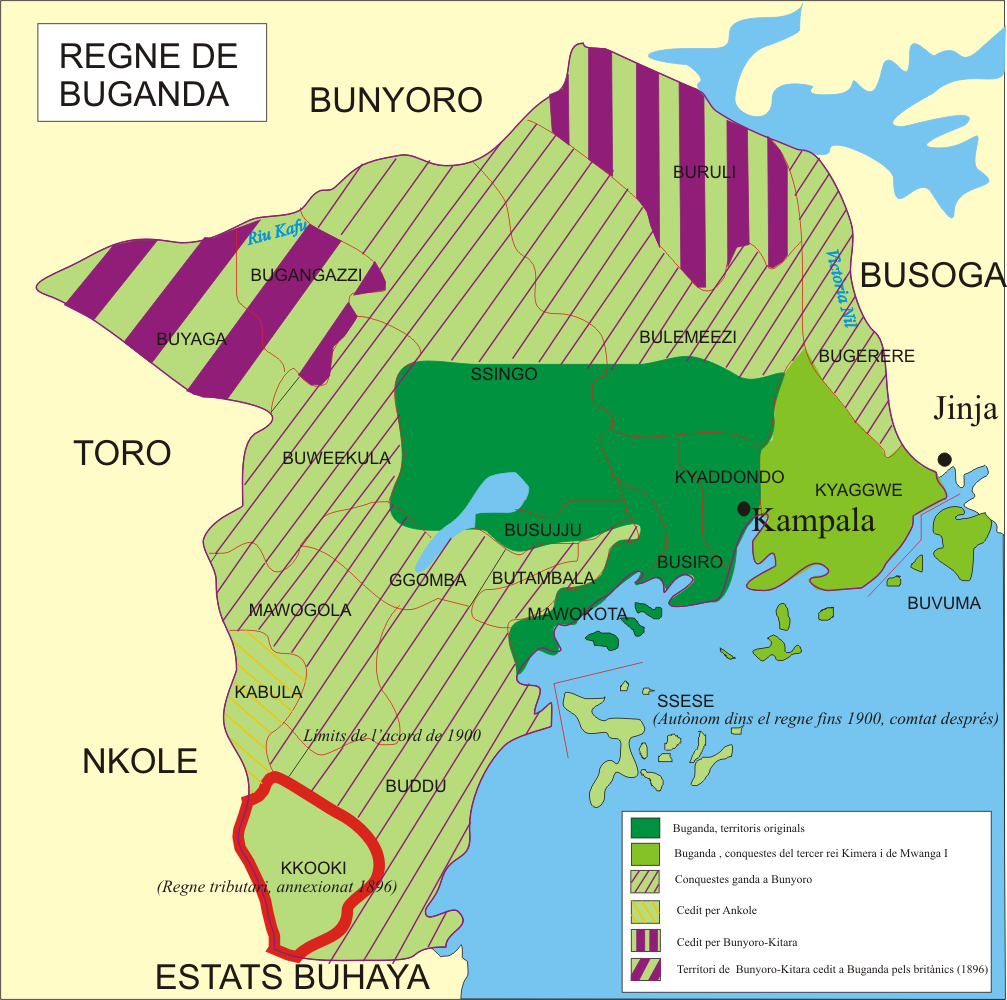
Mapa històric

Buganda estava dividida en 20 districtes anomenats "comtats". D'aquestos, dos foren transferits a Bunyoro després d'un referèndum el 1964. Els 20 comtats són:
- Buddu, capital Masaka (governada per un Ppookino)
- Bugangazzi,[1] capital Kakumiro (governada per un Kiyimba
- Bugerere, capital Ntenjeru (governada per un Mugerere)
- Bulemeezi, capital Ggaga (governada per un Kangaawo)
- Buruli, capital Nakasongola (governada per un Kimbugwe)
- Busiro, capital Ssentema (governada per un Ssebwana)
- Busujju, capital Mwera (governada per un Kasujju)
- Butambala, capital Kaabasanda (governada per un Katambala)
- Buvuma, capital Maggyo (governada per un Mbuubi)
- Buyaga,[1] capital Kibaale (governada per un Kyambalango)
- Buweekula, capital Kiryannongo (governada per un Luwekula)
- Ggomba, capital Kanoni (governada per un Kitunzi)
- Kabula, capital Kabula (governada per un Luwama)
- Kkooki, capital Rakai (governada per un Kaamuswaga)
- Kyaddondo, capital Kasangati (governada per un Kaggo), comtat on es troba Kampala.
- Kyaggwe, capital Mukono (governada per un Ssekiboobo)
- Mawogola, capital Ssembabule (governada per un Muteesa)
- Mawokota, capital Butoolo (governada per un Kayima)
- Ssese, capital Kalangala (governada per un Kweba)
- Ssingo, capital Mitiyana (governada per un Mukwenda)

## Nota
1. 1 2   de 1896 a 1964